# Dean Hammond
Dean John Hammond (Hastings, 7 maart 1983) is een Engels voormalig voetballer die doorgaans als centrale middenvelder speelde. Hij kwam het grootste gedeelte van zijn carrière uit voor Brighton & Hove en Southampton. Hammond speelde in 2014/15 twaalf wedstrijden in de Premier League in het shirt van Leicester City. De rest van zijn carrière bracht hij door op lagere niveaus binnen het Engelse voetbal.

## Clubcarrière
Hammond begon zijn profcarrière bij Brighton & Hove Albion. In 2003 werd hij wegens gebrek aan speelminuten kortstondig uitgeleend aan Aldershot Town en Leyton Orient. Na 136 competitiewedstrijden in het shirt van Brighton & Hove Albion trok Hammond in 2008 naar Colchester United. Na één jaar werd hij naar Southampton getransfereerd. Hij speelde drie seizoenen bij Southampton, waarna hij één seizoen werd uitgeleend aan zijn oude club Brighton & Hove Albion. In augustus 2013 tekende Hammond een tweejarig contract bij Leicester City. In zijn eerste seizoen dwong hij met The Foxes meteen promotie af naar de Premier League, waarin hij zich het jaar daarna samen met zijn teamgenoten handhaafde. Hammond verlengde in juli 2015 zijn contract bij Leicester tot medio 2016. Nadat hij op 1 juli 2016 transfervrij een overstap maakte naar Sheffield United, hing hij een jaar later zijn schoenen aan de wilgen.

## Erelijst
| Competitie             |             |             |             |             |
| Competitie             | Aantal      | Jaren       |             |             |
| Southampton            | Southampton | Southampton | Southampton | Southampton |
| ---------------------- | ----------- | ----------- | ----------- | ----------- |
| Football League Trophy | 1x          | 2009/10     |             |             |
| Leicester City         |             |             |             |             |
| Kampioen Championship  | 1x          | 2013/14     |             |             |